# Al Mulock
Al Mulock (Toronto, 30 juni 1925 - Guadix, mei 1968) was een Canadees filmacteur die voornamelijk bekendheid verwierf door zijn rollen in de Italiaanse spaghettiwesterns Once Upon a Time in the West en The Good, The Bad and the Ugly. In mei 1968 pleegde hij tijdens het filmen van Once Upon a Time in the West zelfmoord door uit het raam van een hotel te springen.

## Geselecteerde filmografie
- Tarzan's Greatest Adventure (1959)
- The Good, the Bad and the Ugly (1966)
- The Hellbenders (1967)
- Day of Anger (1967)
- Reflections in a Golden Eye (1967)
- Once Upon a Time in the West (1968)